# Dialect
Dialect is in de taalkunde de benaming voor een talige variëteit die niet als standaardtaal geldt. De term kan op minstens drie verschillende manieren worden gebruikt.

## Verschillende betekenissen

### De volksaardige betekenis
In het dagelijks taalgebruik worden taalvariëteiten met een klein en streekgebonden aantal sprekers vaak als varianten beschouwd van een standaardtaal waar ze nauw aan verwant zijn. Zulke varianten worden dan 'dialect', 'tongval' of 'accent' genoemd en tegenover de standaardtaal geplaatst.
Dit is een omkering van oorzaak en gevolg. Dialecten vloeiden niet voort uit een standaardtaal, die, zoals sommigen denken een oorspronkelijke en correcte taalvorm zou zijn, waaruit dialecten als afbuigingen, in de regel in minder gunstige zin, ontstaan zouden zijn. Het beeld van dialecten als vervormingen van de standaardtaal is een anachronistische voorstelling van zaken. In de taalontwikkeling kwam een standaardtaal tot stand door systematisering en cultivering van een bepaald dialect, of enkele bestaande dialecten die daartoe de geëigende eigenschappen bezaten, niet in taalkundige zin maar door de hogere maatschappelijke, politieke en economische status van hun sprekers. En door een gunstige centrale ligging van hun gemeenschap die taalgebruikers in hun omgeving ertoe bracht zich aan te passen aan zo'n prestigieus dialect, om te beginnen in hun geschreven taal. Dit was ook een sociaal proces want de taalaanpassing begon in de hogere strata van de dialectgemeenschap. In het ontstaan van de Nederlandse standaardtaal waren voor de 17de eeuw vooral zuidelijke dialecten bepalend en het Antwerps was dominant voordat de politieke en religieuze scheiding van de noordelijke en de zuidelijke Nederlanden plaatsvond. Pas sinds de 17de eeuw is het Hollands bepalend geworden, maar dan wel op basis van de oudere zuidelijke grondslagen.
Als bepalend voor de 'mate' van dialectisch zijn van een taalvariëteit, gelden dan ook doorgaans sociale criteria zoals de mate van verschriftelijking, het sociale aanzien, de mate van politieke zelfstandigheid van het gebied waarin de variëteit wordt gesproken en de mate van afwijking van een standaardtaal.
In de taalkunde wordt het begrip dialect in deze betekenis liever vermeden, omdat het gebruik ervan het wijdverbreide misverstand voedt dat er een natuurlijk verschil tussen 'hogere' variëteiten ('talen') en 'lagere' variëteiten ('dialecten') zou bestaan. De term die in de taalkunde voor variëteiten met een klein geografisch bereik wordt gehanteerd, is daarom het neutralere 'streektaal'.

### Als subvariëteit
Het begrip dialect kan worden gebruikt om een variëteit aan te duiden die enerzijds zoveel onderscheidende kenmerken heeft, dat ze als apart concept wordt beschouwd, anderzijds echter als variant van een grotere variëteit wordt beschouwd. Het Nederlands heeft op deze manier allerlei dialecten of streektalen, die soms niet eens een eigen naam hebben, maar worden gekarakteriseerd door regionale eigenaardigheden, zonder dat men ze buiten het Nederlands wil rekenen. Voorbeelden zijn Zeeuws, Brabants Vlaams enz. Evenzo zijn het Nederlands, het Engels, het Hoogduits, het Limburgs, het Fries, het Nederduits, het Elzassisch, het Zwitserduits en de in Berlijn gesproken variant van het Duits allemaal dialecten van het West-Germaans. Merk op dat dit geen standaardtalen zijn, zoals hierboven al vermeld staat. Het West-Germaans is dan op zijn beurt samen met het Noord-Germaans en het Oost-Germaans een van de dialecten van het Oergermaans, dat op zijn beurt een van de dialecten is van het Proto-Indo-Europees.

### Als niet-gestandaardiseerde variëteit
Standaardtalen zoals het Standaardnederlands, het Standaardfrans en het Standaardzweeds zijn kunstmatige variëteiten die (althans in Europa) vanaf de 17e eeuw, maar met name in de 19e eeuw, zijn gevormd. Vaak fungeren ze als standaard voor een groot (meestal door nationale grenzen afgescheiden) gebied, waarin ook vaak verwante variëteiten worden gesproken, maar hebben lang niet alle verwante variëteiten binnen dat gebied elementen aan de standaardtaal geleverd. Zo is het Standaardnederlands gebouwd op de taal die gebruikt werd in de Statenbijbel, een construct met Nederfrankische (Hollandse en Brabantse) en wat Nedersaksische elementen.
Vanwege de grote overeenkomsten tussen de huidige streek- of plaatsgebonden variëteiten in Holland en Brabant kan men die onder de als volksaardige betekenis beschreven definitie 2 als dialecten van het Standaardnederlands beschouwen. Als niet-gestandaardiseerde variëteit gelden echter alle vanouds in Nederland en Vlaanderen gesproken variëteiten dialecten van dat Standaardnederlands, met uitzondering van de Friese en Franse variëteiten in dat gebied, daar die zich naar andere standaardtalen richten (resp. het Standaardfries en het Standaardfrans). Zo spelen bij de bepaling van dialectstatus onder deze definitie geen taalkundige maar politieke factoren een rol en dan wordt bijvoorbeeld de variëteit van het in de provincie Groningen gelegen dorp Bad Nieuweschans onder deze definitie een 'Nederlands' dialect genoemd, terwijl het daarvan nauwelijks afwijkende dialect van buurdorp Bunde, in het Duitse Reiderland een 'Duits' dialect heet. Niet het dialect zelf maar de overkoepelende standaardtaal waaronder het functioneert bepaalt in dit geval de toerekening als variant tot een 'taal'. Overigens verdwijnt aan beide zijden van de staatsgrens het dialect en worden thans in toenemende mate de standaardtalen als moedertaal gesproken. De staatsgrenzen bepalen de geografische reikwijdte van de standaardtalen, waar vroeger de dialecten grensoverschrijdend gesproken werden.

## Taal versus dialect
Vanuit taalkundig oogpunt heeft de vraag of een bepaalde taalvariëteit een op zichzelf staande taal is of een dialect weinig zin; er zijn namelijk geen vaste onderscheidende criteria. Zowel een taal als een dialect hebben een eigen grammaticaal systeem, een eigen woordenschat en soms - maar niet altijd - een overkoepelende standaardvariant, die het interne dialectcontinuüm (de geleidelijke overgangen binnen taal of dialect) overstijgt en als algemene gebruiksvariant geldt.
Volgens een taal-communicatieve definitie staat het begrip wederzijdse verstaanbaarheid centraal bij het onderscheid tussen taal en dialect. Zolang er sprake is van wederzijdse verstaanbaarheid, kunnen volgens deze definitie twee of meer taalvariëteiten als dialecten van dezelfde taal worden beschouwd.
Dit kan alleen gelden voor dialecten die in aan elkaar grenzende gebieden worden gesproken en met elkaar een continuüm vormen. De verstaanbaarheid neemt af wanneer de geografische afstand groter wordt en zo zijn Zuid-Limburgs, West-Vlaams en Oost-Gronings onderling nauwelijks meer verstaanbaar. Een vaak aangehaald voorbeeld over de overkoepelende 'taal' Nedersaksisch, die in dialectvarianten van de Utrechtse Heuvelrug tot in Pommeren gesproken zou worden en in dit gehele gebied verstaanbaar zou zijn, is een aanname die niet berust op een communicatiepraktijk.
Recent is een politisering gaande van de discussie over taal en dialect. De Europese regelgeving kent een hogere wettelijke status en bijbehorende rechten toe aan talen boven dialecten, en daarom streven voorstanders van dialecten naar een 'taalstatus' voor hun dialect(en). Wezenlijk voor de toepassing van een juridische status van een taal is echter het bestaan van een standaardnorm waaraan de taalrechten gebonden kunnen worden en de sprekers gehouden zijn om zich schriftelijk uit te drukken, eventueel onderwijs in te geven en zich in hun media mee te presenteren. Deze standaardnorm is bijvoorbeeld (nog) niet aanwezig voor het Nedersaksisch en het Limburgs, dialectclusters met een bijzonder grote variatie in gesproken regionale varianten, waarboven (nog) geen overkoepelende geschreven vorm bestaat die door de sprekers van die varianten zou worden erkend en gekend. Toch dringen de voorstanders aan op het toekennen van de 'taal'status, waarmee zij de principiële discussies 'taal versus dialect' en 'gesproken versus geschreven taal', c.q. 'omgangs- versus officiële taal' vanuit instrumentele en pragmatische overwegingen geen helderheid geven.

## Taalgebruikers
Er is een verschil in sociale status tussen een “taal” (dat is dan de benaming voor een taalvariant die aanzien geniet) en een "dialect" (een taalvariant die met minder achting, soms zelfs met verachting wordt bezien). Deze sociale status straalt af op de gebruikers van de taalvariant, althans zo kan dit worden gevoeld. Door de niet-dominante rol van de dialectvarianten, en hun gebruik in een traditioneel communicatiebereik, zullen zij woorden verliezen ten gunste van woorden uit de standaardtaal. De werkelijkheid waarin een dialect zich uitdrukt is die van lokale en regionale verhoudingen en van ambachtelijke productiewijzen, die niet meer door de moderniserende samenleving ondersteund worden en grotendeels folklore zijn geworden. Veel van typische dialectwoordenschat en uitdrukkingswijzen is daarmee taalhistorie. De taalkundige wijst daarbij op nog andere veranderingen: het betekenisverlies van beeldspraak en van grammaticale elementen.
Hoewel taalverandering altijd en overal aanwezig is, wordt de onderhavige als een verlies in uitdrukking en communicatie ervaren omdat er een deel van het linguïstisch geheugen mee verdwijnt. Aangezien taal als het vehikel van de cultuur wordt gezien, ontstaat aldus ook cultuurverlies.
Ondertussen juichen andere taalgebruikers het verdwijnen van regionale taalvarianten juist toe als het verlaten van knellende, de vooruitgang remmende sociale verbanden. Zij zien in de overgang op moderner en grootschaliger gefundeerde talen een sociale en communicatieve winst. Ook het terugdringen van de Nederlandse taal aan de universiteiten, men zou kunnen zeggen de dialectisering van het Standaard-Nederlands tot spreektaal, ten gunste van het grootschaliger functionerende Engels past in deze zienswijze. Als een tussenfase kan in dit opzicht de overname worden gezien van Engelse leenwoorden en de vervanging van Nederlandse woorden door Engelse equivalenten, in het Nederlands van 'professionals' en dan met name managers.
Dialecten in Nederland werden lange tijd als minderwaardig of onbeschaafd gezien, zoals in bijvoorbeeld vermeldt in Nederlandsche Spraakkunst - Ten behoeve van inrichtingen voor middelbaar onderwijs en tot opleiding van onderwijzers uit 1883:
§ 5. De taal, welke door de beschaafde Nederlanders wordt gesproken en geschreven, draagt den naam van Nederlandsche taal. Ook in een deel van 't Koninkrijk België wordt deze taal gebruikt; daar wordt zij veelal Vlaamsch genoemd. De talen, welke door de onbeschaafde Nederlanders worden gesproken - zelden geschreven - dragen den naam van tongvallen (dialecten).

## Verwante begrippen
Het begrip dialect is verwant aan regiolect, sociolect en etnolect, minder aan idiolect en helemaal niet aan straattaal, argot, patois of jargon. Deze laatste zaken betreffende verschillende stijlen en/of registers binnen dezelfde taal die niet of nauwelijks streekgebonden zijn. Het woord dialect wordt ook in de informatica gebruikt, om verschillende varianten van programmeertalen aan te duiden.

## Etymologie
Het woord dialect komt van het Griekse διαλέγεσθαι/dialegesthai, "converseren", waarvan ook dialoog en dialectiek zijn afgeleid.